# Terrassen 16

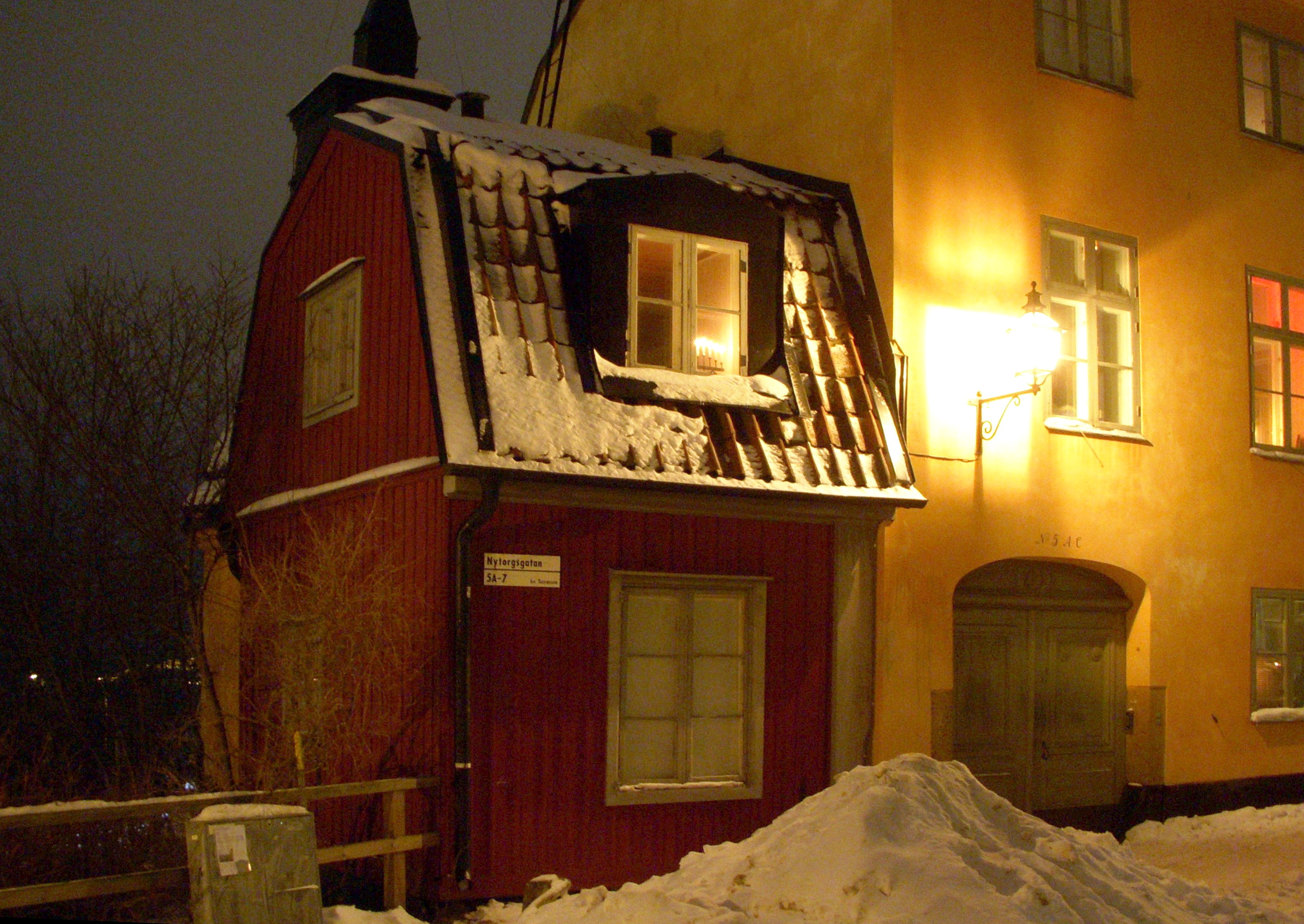
Nytorgsgatan 5A, ett av Stockholms minsta hus, december 2010.

Terrassen 16 är en kulturhistoriskt värdefull fastighet vid Nytorgsgatan 5–7 på Södermalm i Stockholm. Bebyggelsen består av tre hus från 1700-talet som ägs av AB Stadsholmen. Ett av dem, Nytorgsgatan 5A, utgör i dag ett av stadens minsta bostadshus. Fastigheten är blåmärkt av Stadsmuseet i Stockholm, vilket innebär att den företer "synnerligen höga kulturhistoriska värden".

## Kvarteret i förändring

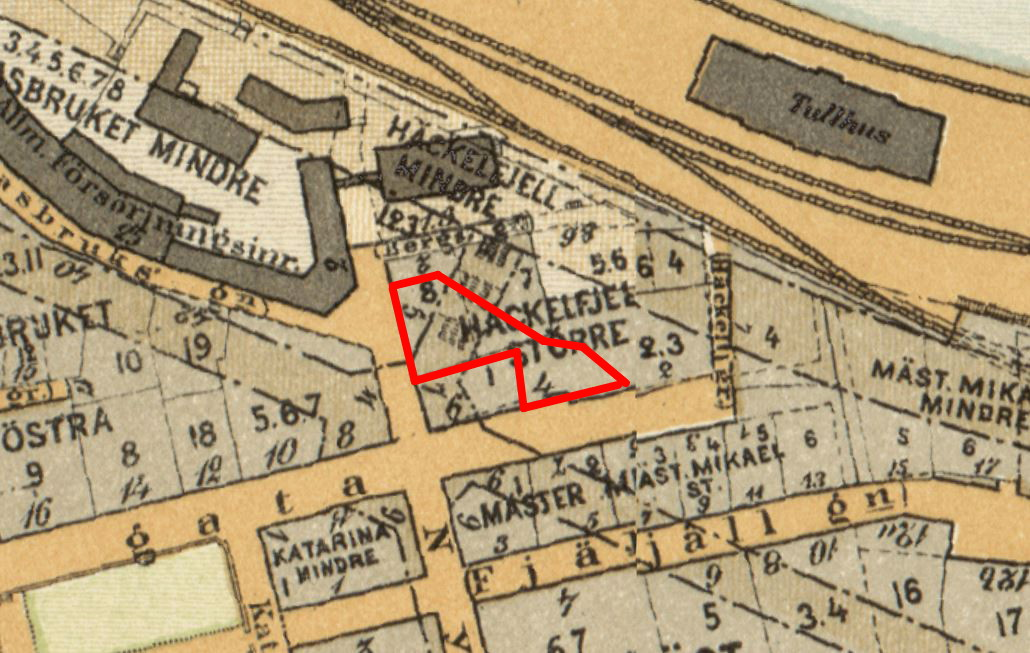
Kvarteret Häckelfjäll större 1899 med dagens Terrassen 16 (röd).

Dagens kvarter Terrassen består av en enda fastighet (nr 16). På 1900-talets början var kvarteret betydligt större och omfattade även delar av Dihlströms inrättning (se kvarteret Dihlströms). Kring sekelskiftet 1900 hette kvarteret Häckelfjäll större. Norr därom låg Häckelfjäll mindre och däremellan gick Bergsgränden. Enligt en stadsplan från 1890-talet skulle området genomgå omfattande gaturegleringar. Katarinavägen drogs fram mellan 1900 och 1914 och med den följde stora sprängningsarbeten som medförde att många hus revs. De grönskade sluttningarna med sina idylliska trähus har ersatts af en rå, tvärbrant sprängd bergvägg..., skrev Dagens Nyheter i en debattartikel i februari 1908.
Enligt den beslutade stadsplanen från 1890-talet var det tänkt att en monumental trappa skulle förbinda Katarinavägen med Nytorgsgatan och gå rakt över kvarteret Häckelfjäll större. Så blev det aldrig, men planerna syns i Stockholms officiella kartor från 1899 och 1909. Efter protester bevarades en del hus om än i förändrat form. Speciellt trähuset vid Nytorgsgatan 5A kapades på ett drastiskt sätt från fem fönsteraxlars längd ner till en. Idag är det Dihlströms trappor som förbinder Katarinavägen med Nytorgsgatan, dock i något västligare läge.

## Bebyggelsen

### Nytorgsgatan 5

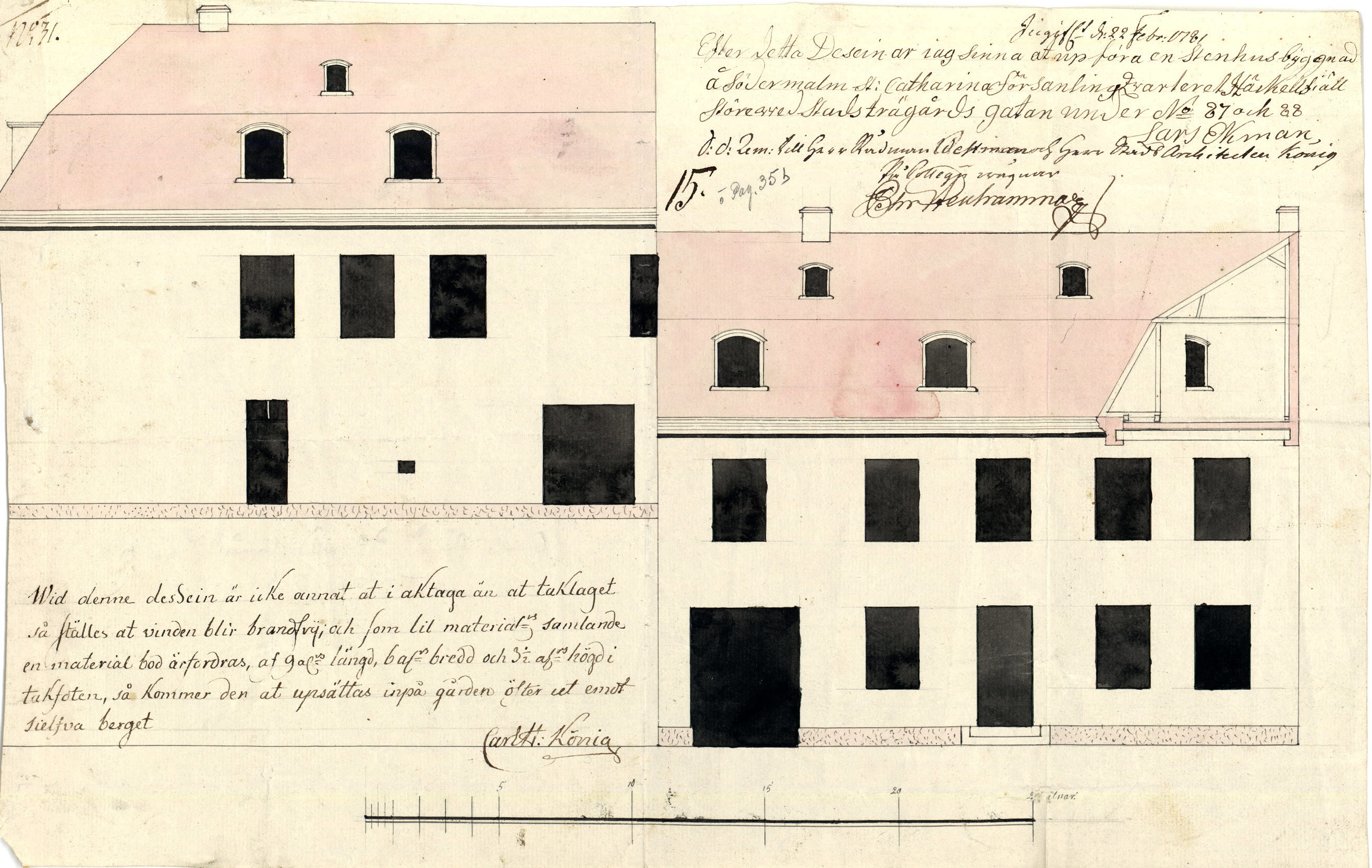
Nytorgsgatan 5 stenhuset, Lars Ekmans bygglovsritning från 1781.

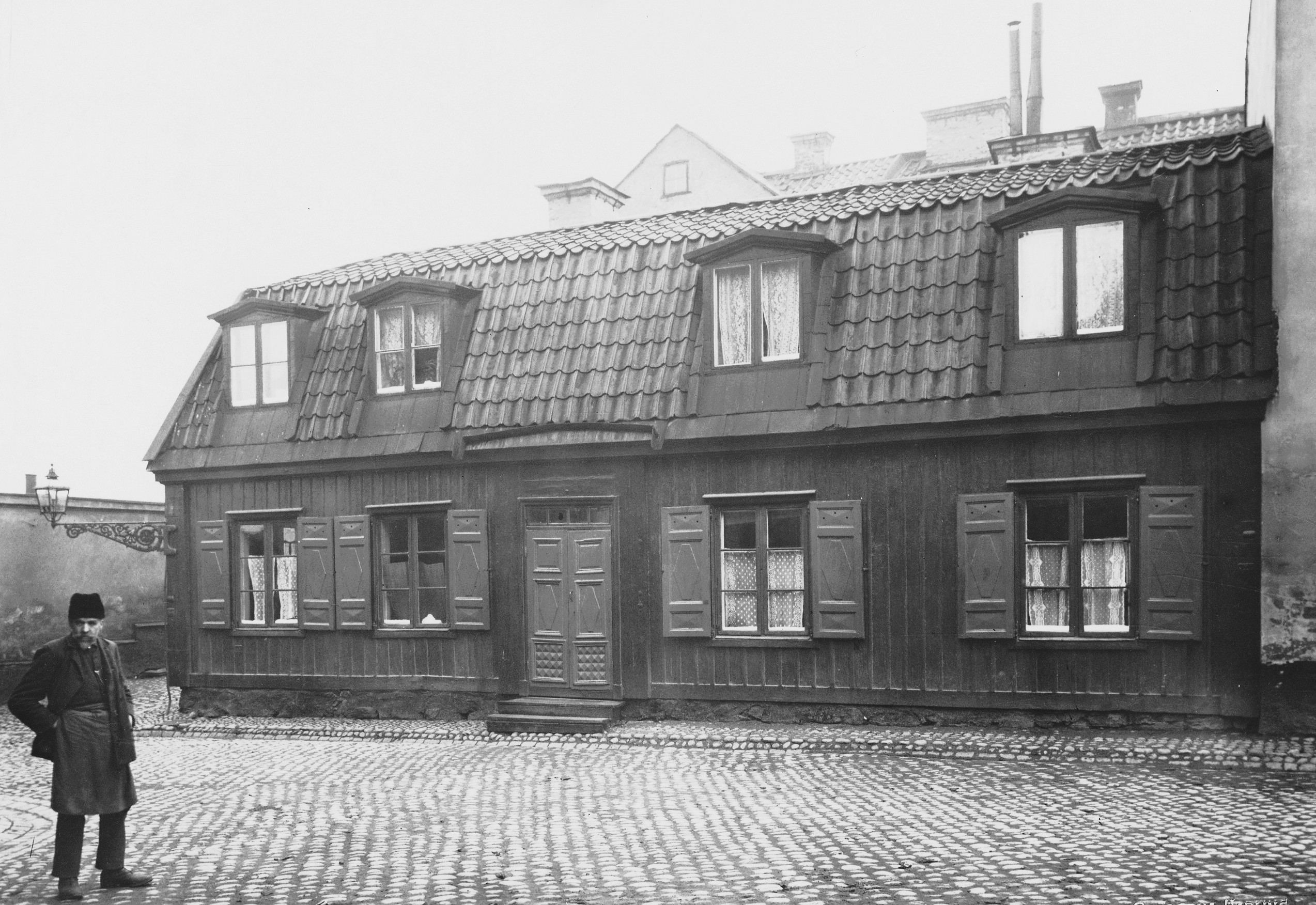
Nytorgsgatan 5 trähuset, 1906.

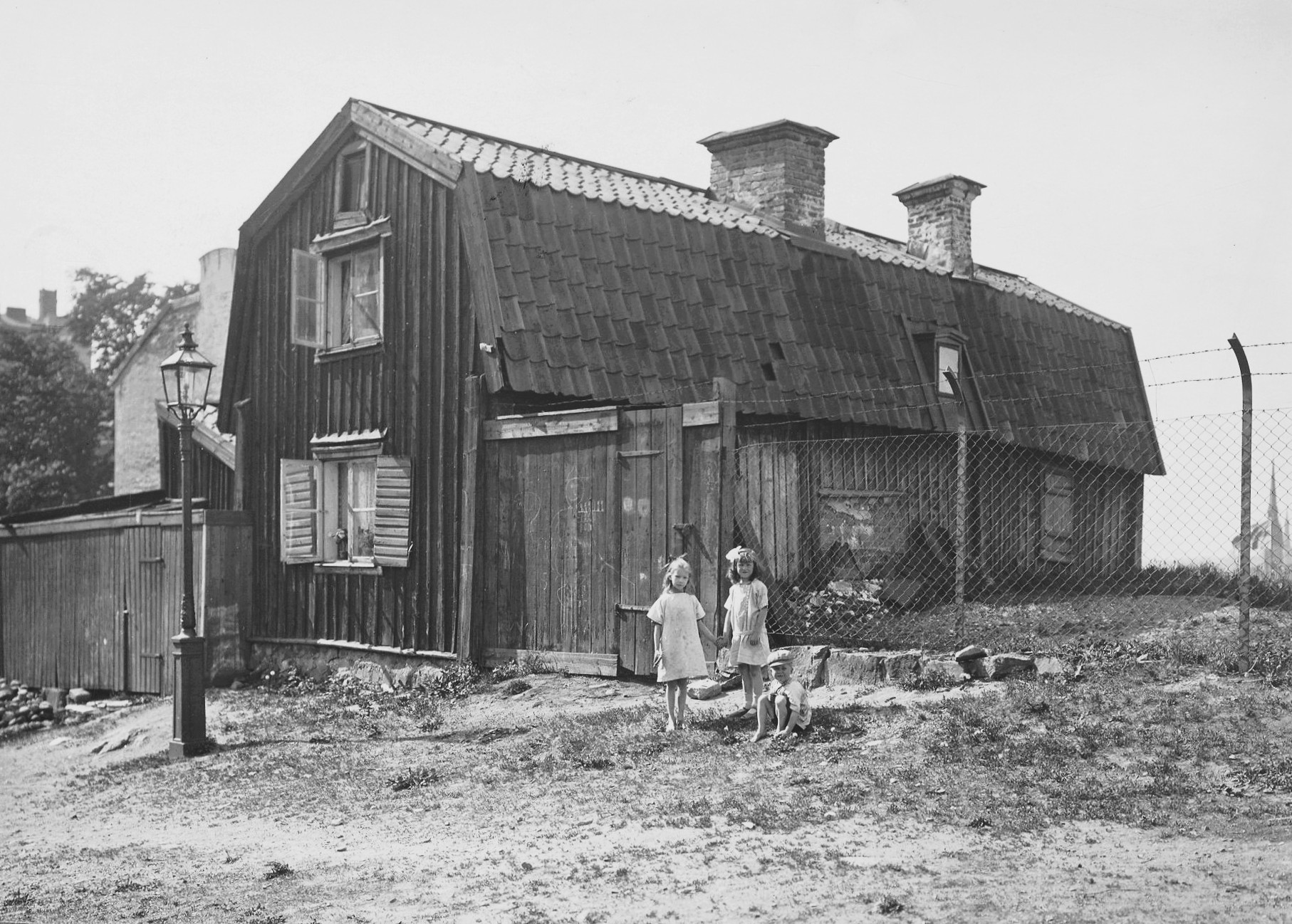
Nytorgsgatan 7, 1917.

Dagens adress Nytorgsgatan 5 bestod ursprungligen av två olika fastigheter. Efter Katarinabranden 1723 uppfördes här enklare trähus som beboddes av främst sjömän och timmermän. 1773 förvärvades tomten av byggmästaråldermannen Lars Ekman. Han anges både som arkitekt och beställare på bygglovsritningen från 1781. Han rev trähusen (utom den nordligaste delen) och uppförde ett stenhus som ersättning för de rivna trähusen. Tillsammans med stenhusets flyglar och det kvarvarande trähuset skapades så en kringbyggd gård som kunde nås via den ännu bevarade körporten. I stenhusets övre plan inredde han sedan sin paradvåning med sal, kök och tre rum. 
Egendomen ärvdes av hans son Erik Samuel Ekman som lät brandförsäkra byggnaden 1798. Där beskrivs trähuset att innehålla fem rum under ett enkelt torvtak.  I stenhuset fanns en salubod i bottenvåningen tillsammans med en kammare, ett kök och ett källarutrymme. I södra flygeln låg dessutom bland annat en klädvind medan östra flygeln bestod av vagnshus, bagarstuga och enklare rum med kök på våningarna ovanför.  
På 1830-talet ägdes fastigheten av viktualiehandlaren Johan Borglund som lät utföra en del förbättringar, bland annat inreddes vinden i trähuset och fasaderna kläddes med locklistpanel. På ett fotografi från november 1906 syns trähuset fortfarande intakt. I samband med anläggningsarbetena för Katarinavägen kröp bergsbranten allt närmare. År 1909 förvärvades fastigheten av Stockholms stad som planerade rivningen av bebyggelsen. Flera byggnader i kvarteret Häckelfjäll mindre revs, Bergsgränden försvann och trähusets norra del kapades så att bara en fönsteraxel återstod. Även stenhusets norra delar revs och den tidigare kringbyggda gården förvandlades till U-form.
Nytorgsgatan 5 renoverades 1981–1982 på ett för tiden varsamt sätt efter att Stadsmuseet inventerat byggnaden och godkänt ombyggnadsförslaget. Vindsvåningen i det lilla trähuset slogs invändigt ihop med angränsande lägenhet på övre våningen medan bottenplanet inreddes till ateljé. AB Familjebostäder stod som uppdragsgivare och arkitekt Lennart Lindberg ansvarade för ritningarna. Tillsammans med det tre våningar höga stenhuset intill utgör det lilla trähuset idag ett pittoreskt inslag och ofta fotograferat motiv vid Nytorgsgatans början.

### Nytorgsgatan 7
Det fristående timmerhus med dagens adress Nytorgsgatan 7 uppfördes också strax efter Katarinabranden 1723 men var ursprungligen större. Till huset hörde en större gård. 1755 ägdes stugan av Ingrid Magdalena Sundberg. Byggnaden bestod då av tre rum med oinredd vind och var täckt av ett brädtak. Viktualiehandlare Johan Borglund lät 1838 inreda husets vind. 1895 förvärvade fastigheten av Stockholms stad som hade för avsikt att riva den. Huset blev kvar men den nordöstra delen närmast bergsbranten revs.  På ett fotografi från 1917 är huset fortfarande intakt.
Timmerhuset vid Nytorgsgatan 7 renoverades under åren 1962–1963 till modern bostadsstandard som omfattade bland annat ändringar av stomme och planlösning. Renoveringen utfördes av Stockholms stads fastighetskontor under ledning av arkitekt Nils Sterner. Byggnaden ligger i slutet av Högbergsgatan där en utsiktsplats öppnar en storlagen utsikt över Stockholms inlopp. Framför huset, i hörnet Högbergsgatan / Nytorgsgatan skapades ett mindre grönområde som kallas Solrosparken.

## Nutida bilder

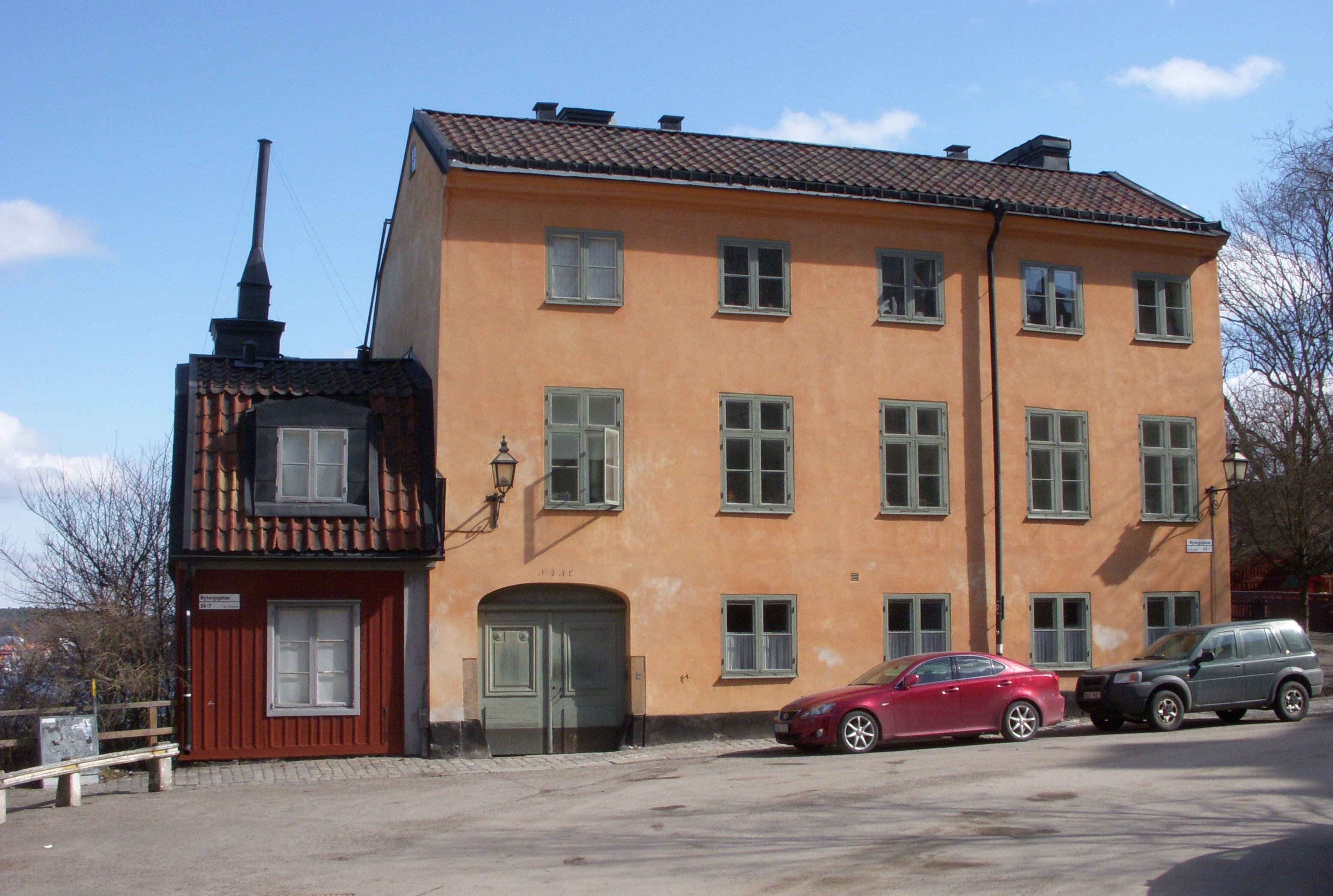
Nytorgsgatan 5A-C, 2010.
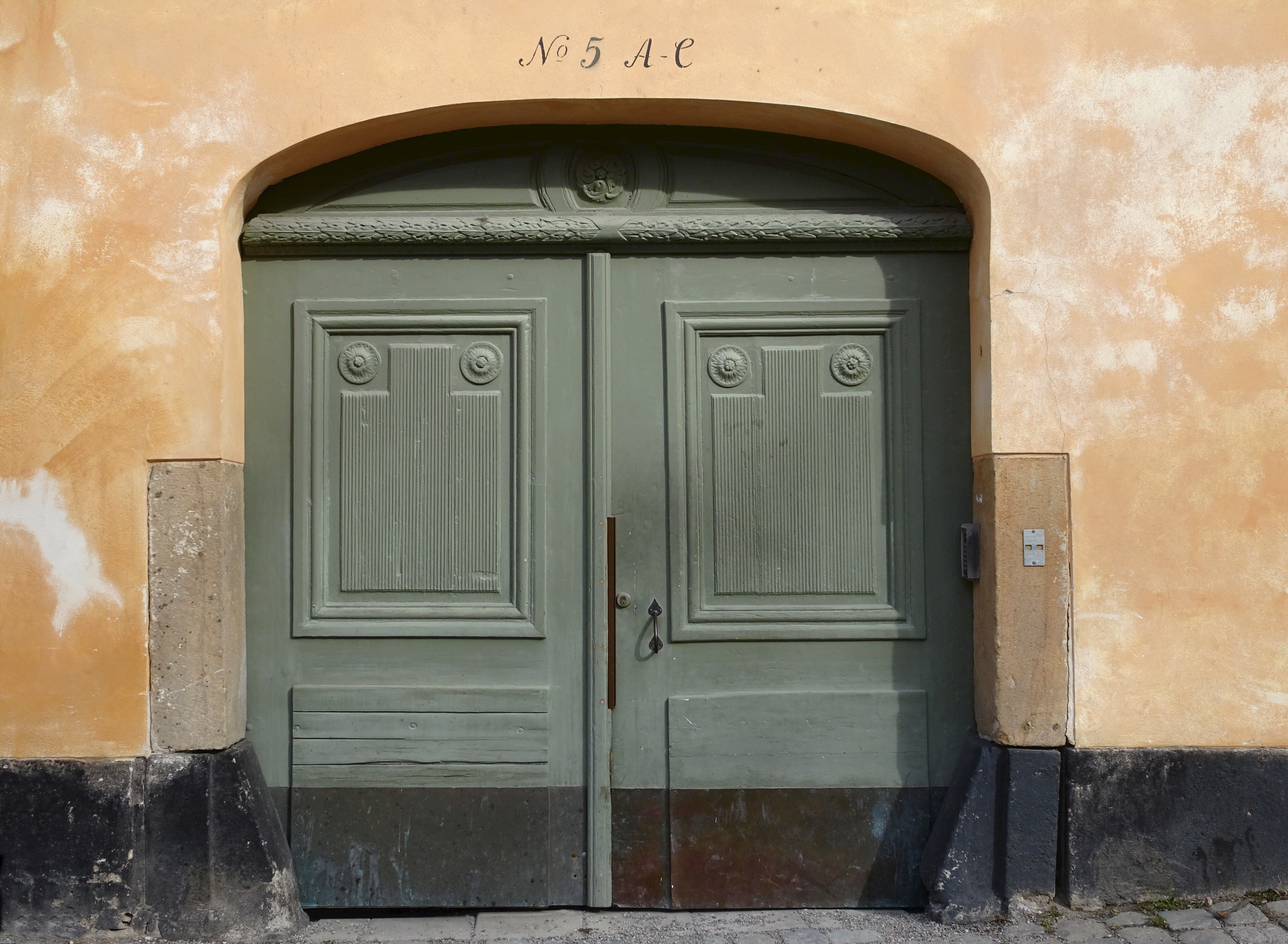
Körporten Nytorgsgatan 5A-C, 2019.
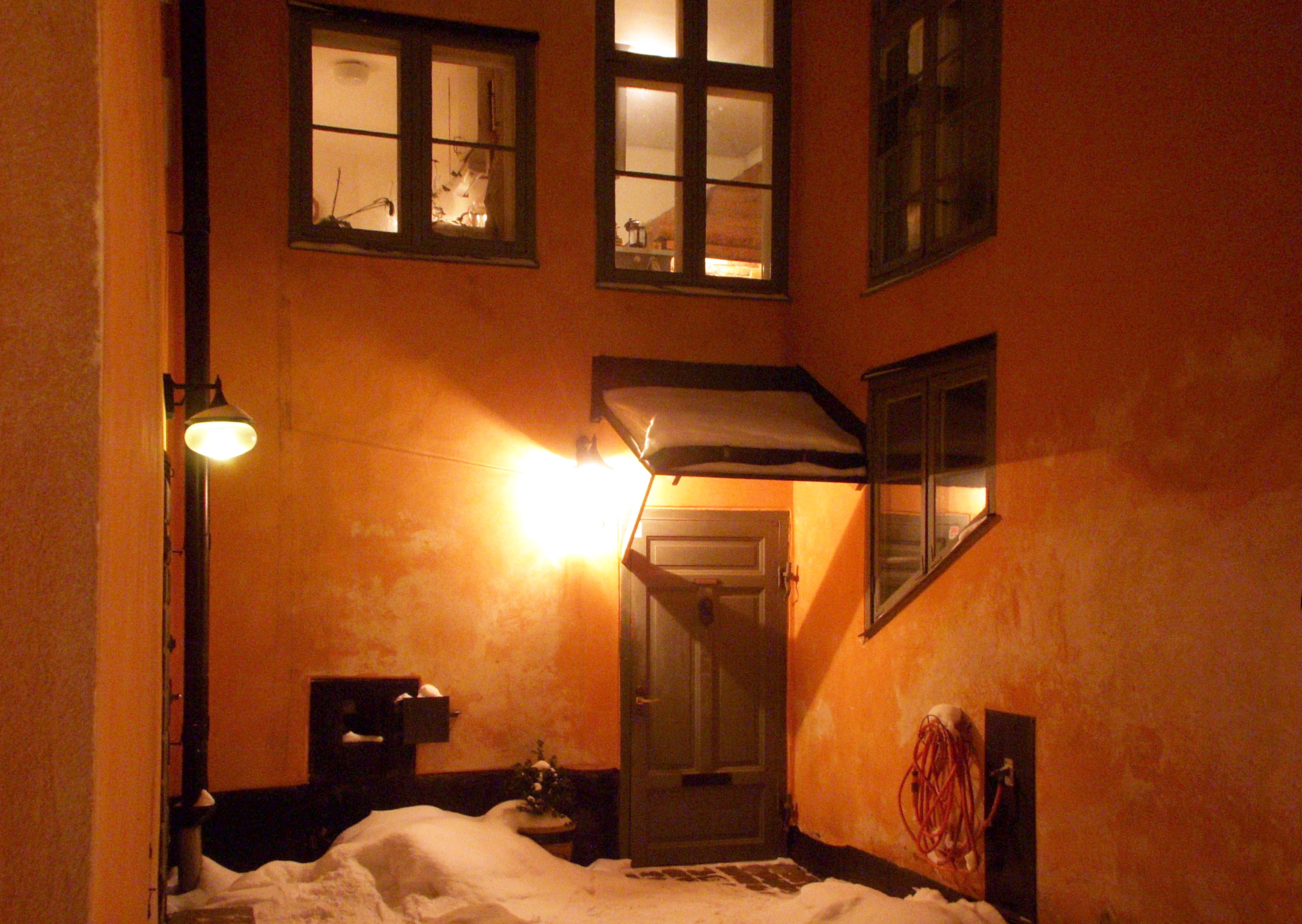
Gården Nytorgsgatan 5A-C, 2010.
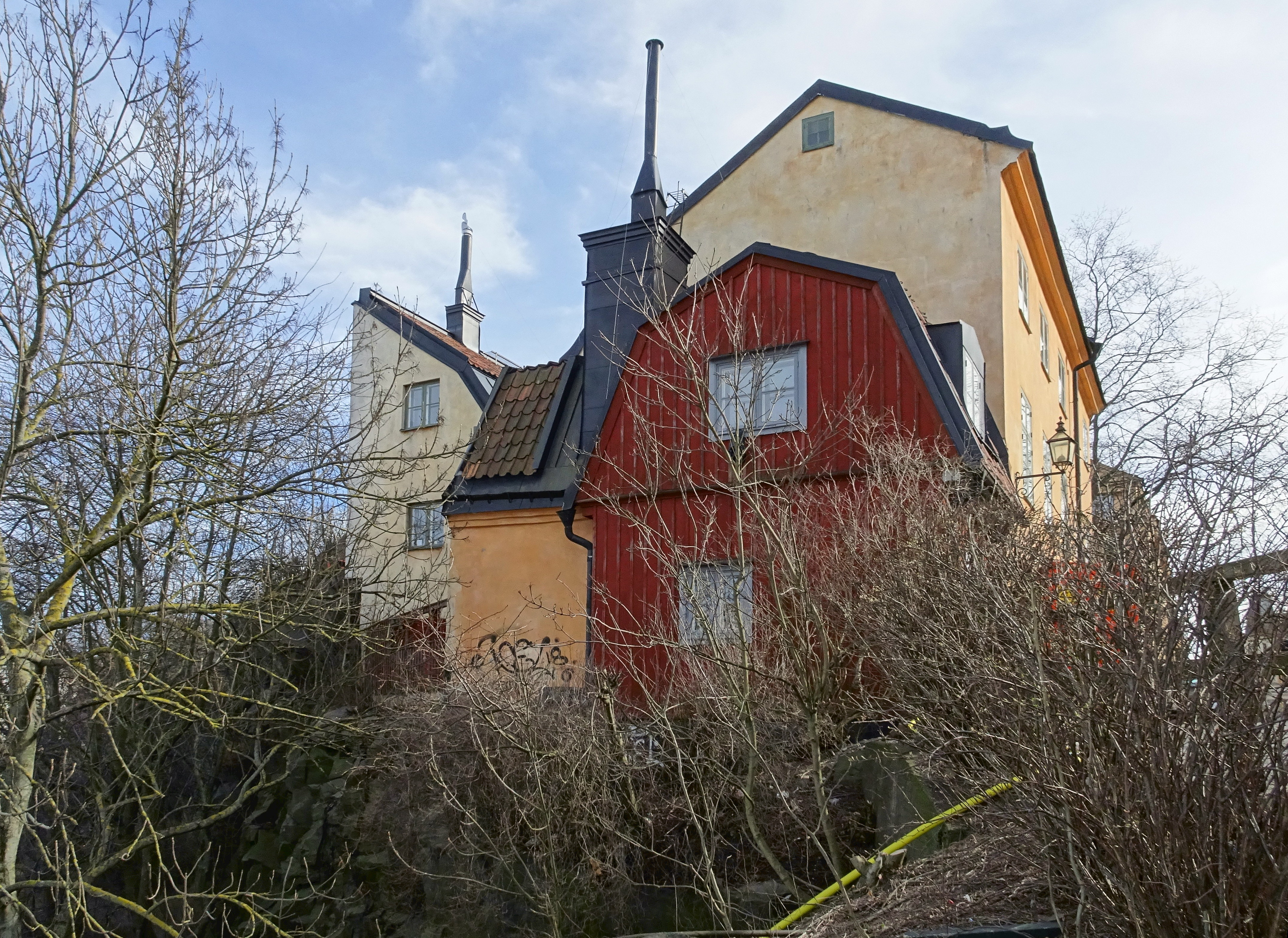
Nytorgsgatan 5A-C sedd från Dihlströms trappor, 2019.
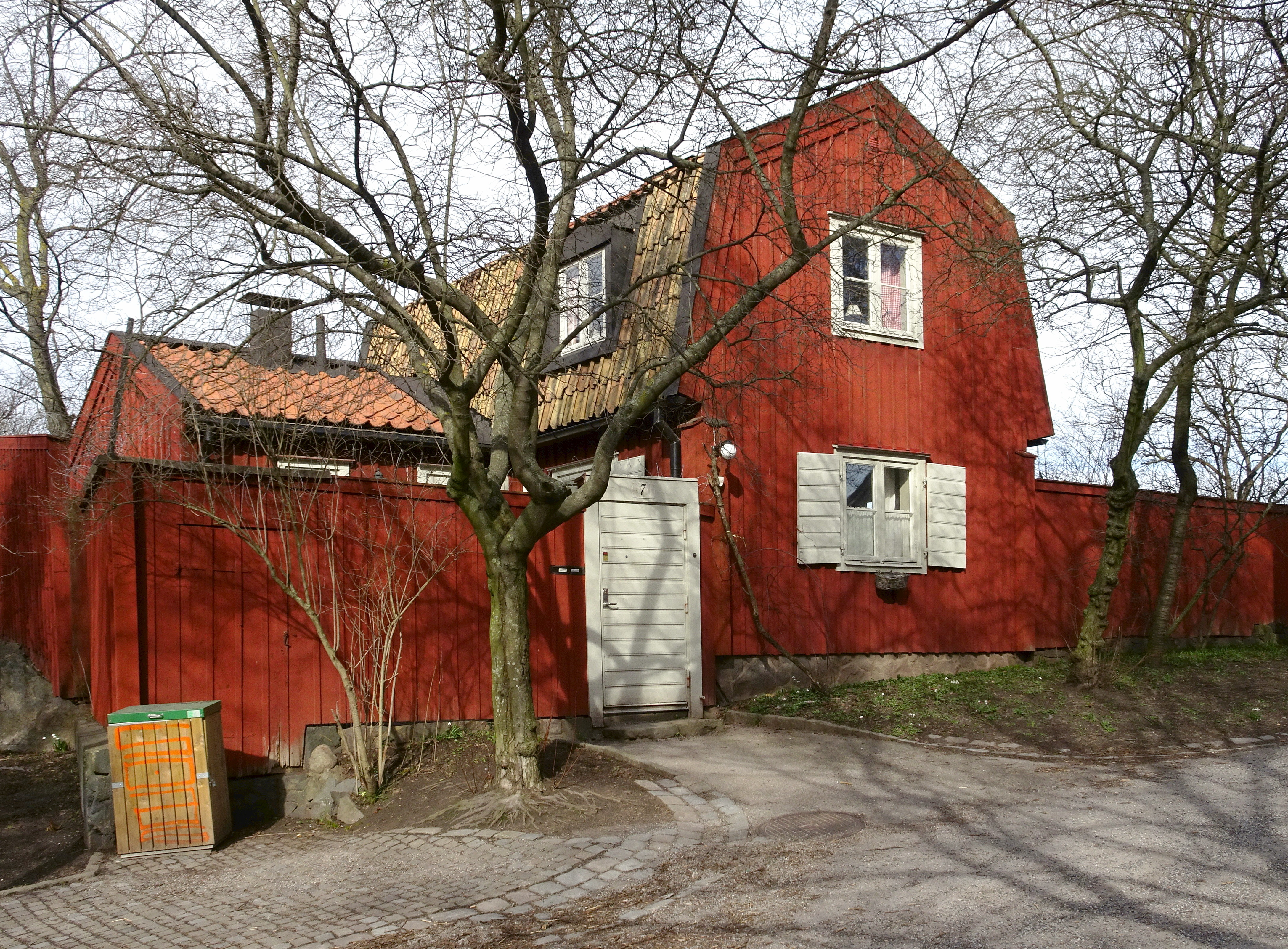
Nytorgsgatan 7, mars 2019.